# Philips Wouwerman

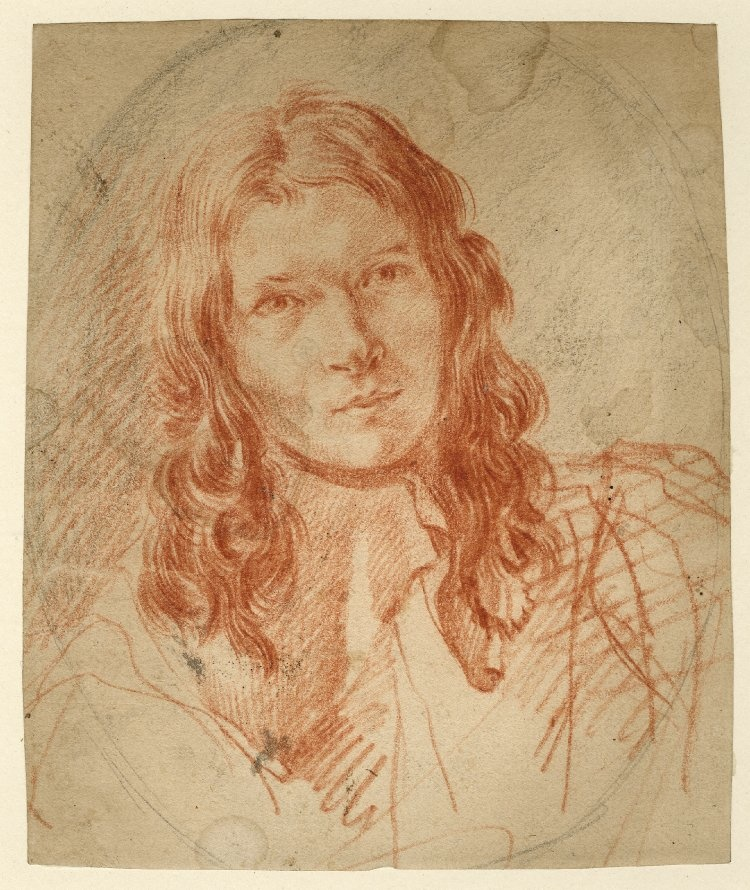
Philips Wouwerman.

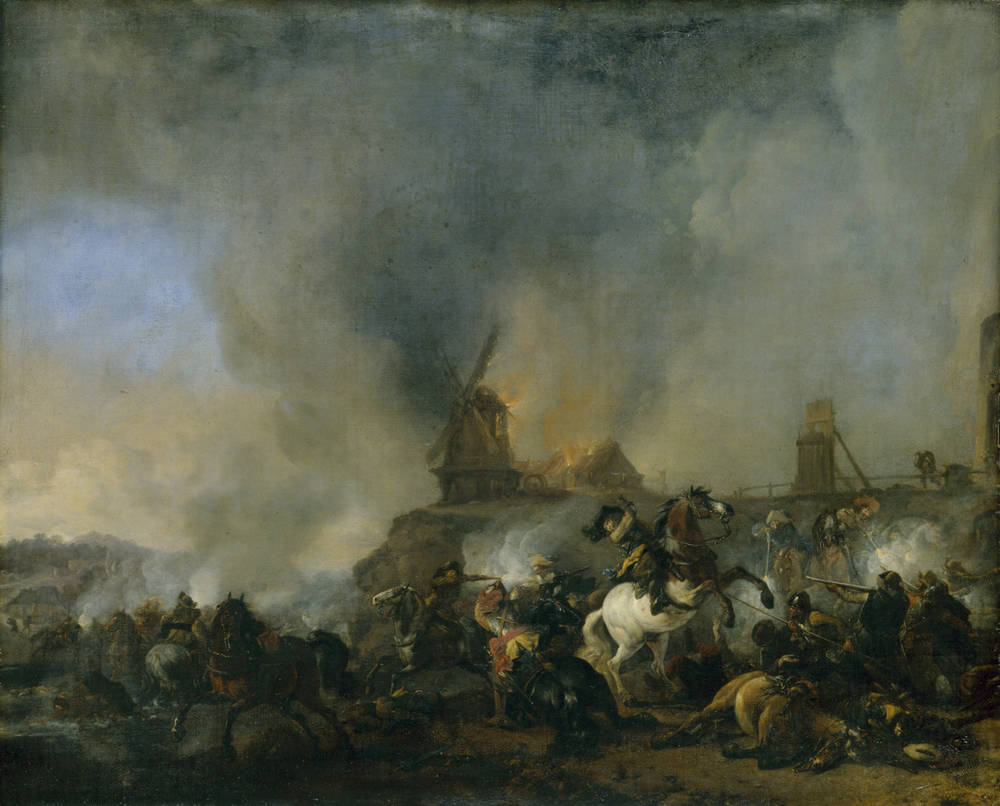
Kavalleristrid framför en brinnande kvarn, oljemålning av Philips Wouwerman.

Philips Wouwerman, född i maj 1619, död 19 maj 1668, var en holländsk konstnär.
Wouwerman är främst känd för sina målningar av hästar och ryttare, och på flera av hans bilder finns en vit häst. Nationalmuseum i Stockholm har flera av hans tavlor.